# Die Stimmen der Utopie
Die Stimmen der Utopie bzw. Der rote Mensch. Stimmen der Utopie ist ein Zyklus von dokumentarliterarischen Büchern der belarussischen russischsprachigen Autorin Swetlana Alexijewitsch. Alexijewitsch arbeitete über dreißig Jahre an dem Zyklus, was zu fünf Büchern führte. 
Die Bücher des Zyklus sind:
- Der Krieg hat kein weibliches Gesicht (1985, abgeschlossen 1983)
- Die letzten Zeugen. Kinder im Zweiten Weltkrieg (1985)
- Zinkjungen (1989)
- Tschernobyl. Eine Chronik der Zukunft (russ. Чернобыльская молитва) (1997)
- Secondhand-Zeit (2013)